# Касанов, Паша Намазович
Паша́ (Па́вел) Нама́зович Каса́нов (укр. Паша (Павло) Намазович Касанов; род. 19 января 1953, Тавричанка, Приморский край) — советский футболист и украинский тренер и футбольный деятель. Мастер спорта СССР.
Рекордсмен винницкой команды мастеров по количеству матчей в первенстве страны (513), по количеству голов в первенстве страны (127, совместно с Сергеем Шевченко), по количеству голов во всех матчах — первенство и Кубок СССР, международные встречи (142), по количеству «дублей» в чемпионатах (18). Единственный полузащитник, состоящий в клубе украинских бомбардиров второй лиги СССР, забивших 100 и более мячей (клуб Евгения Деревяги).

## Биография
Родился в Приморском крае, затем с родителями переехал в Николаев, где пошёл в школу. В возрасте 12 — 13 лет пробовал поступить в юношескую спортивную школу, но не был принят.

### Игровая карьера
В 1971 году один из футболистов, игравший за дубль «Судостроителя», привёл семнадцатилетнего Касанова с собой на тренировку. В команде не хватало одного игрока для тренировочной игры и тренер николаевцев дал Касанову шанс. После этой тренировки футболисту предложили тренироваться с командой.
Дубль «Судостроителя» играл на первенство СССР среди юношеских и молодёжных команд. Касанов был заявлен на эти соревнования и через несколько игр стал лучшим бомбардиром команды. Молодые «корабелы» выиграли «зону» и прошли в финальную часть, где играли вместе с юношескими командами клубов высшей лиги — «Динамо» (Тбилиси), «Арарат» (Ереван), «Спартак» и ЦСКА. После успешного выступления в дубле, тренер «Судостроителя» Евгений Лемешко взял Касанова на сборы с первой командой. Во время «двухсторонки» первого и второго составов Касанов забил гол и сделал голевую передачу, что помогло его команде обыграть основной состав со счётом 3:1. После этого футболист стал игроком основы «Судостроитель».
Сразу после принятия в основу Касанов был призван в армию. Два года по ходатайству Евгения Лемешко футболист провёл в СКА (Одеса). За несколько месяцев до окончания службы полузащитника стали приглашать в разные команды. Звали в «Судостроитель», в Никополь, а также в Винницу. Футболист вернулся домой и решил выступать за Никополь, но в течение следующих нескольких недель планы несколько раз менялись. Одного из тренеров «корабелов» взяли в тренерский штаб «Колоса», и он посоветовал не брать Касанова в состав. С испытательным сроком полузащитника взяли в «Судостроитель». Касанов съездил на одну выездную игру, а когда вернулся домой, решил перебираться в Винницу.
В составе винницкого «Локомотива» дебютировал в матче против родного «Судостроителя» и забил землякам первый гол в падении головой. Быстрый и техничный левый полузащитник сразу обратил на себя внимание и тренерского состава, и болельщиков винничан. На протяжении четырнадцати сезонов Паша провёл наибольшее количество матчей в чемпионатах страны (513) и забил наибольшее количество голов во всех турнирах (142) в истории винницкого клуба, стал его многолетним капитаном. В сезоне 1983 года он отличился 27 раз в 47 матчах первенства СССР, показав феноменальную результативность для полузащитника. Касанов трижды становился лучшим бомбардиром команды в сезоне. В 1984 году стал с «Нивой» победителем первенства Украинской ССР. Дважды был включён в списки 22-х лучших футболистов УССР. За «преданность» одному клубу, в котором провёл более 10 лет, был удостоен звания Мастера спорта СССР.
В 1987 году пробовал свои силы в первой союзной лиге в запорожском «Металлурге». В 1990 году по приглашению Заи Авдыша перебрался в Житомир, где помог местному «Полесью» завоевать Кубок УССР.

### Тренерская карьера
В 1992 году Касанов вошёл в тренерский штаб «Нивы». Сразившись в финале Кубка Украины 1995/96 с киевским «Динамо», винничане получили право стартовать в розыгрыше Кубка кубков. Перед дебютом на международном уровне Паша Касанов сменил на должности главного тренера команды Сергея Морозова. Случилось это событие примерно за две недели до старта чемпионата. Касанов вспоминал: 
Мне прислали видео и рассказали о работе команды, которая в это время готовилась в Германии. Пиво, девочки, полный бардак на тренировках — с этим мы подходили к еврокубковому сезону.
В первых четырёх матчах чемпионата «Нива» смогла заработать всего два очка, при этом не забив ни одного гола. После нулевой ничьей с запорожским «Металлургом» команде Касанова предстоял первый еврокубковый поединок. В Эстонии во время первого матча против таллиннского «Садама» хозяева поля выглядели лучше винничан, что воплотилось в счёт 2:0 к 76-й минуте матча. Однако спустя две минуты Романчук смог отквитать один мяч. Через две недели в Виннице на морально волевых «Нива» смогла забить единственный мяч в ворота противника (снова отличился Романчук), и пройти в следующий раунд. Первый матч со швейцарским «Сьоном» «Нива» также в гостях уступила, но предыдущий опыт против «Садама» вселял надежду в способность команды отыграться на своём поле. В Виннице уже к 10-й минуте Лукич и Веркрюисс забили два мяча в ворота хозяев, а итоговый счёт был зафиксирован — 0:4. Невзирая на итоговое разгромное поражение. Болельщики провожали свою команду аплодисментами. В этом же году «Нива» под руководством Касанова в 1/8 финала Кубка Украины по пенальти после 0:0 смогла взять реванш у киевского «Динамо» за поражение в финале прошлого розыгрыша Кубка.
В начале 1997 года президент «Нивы» предложил Касанову уйти с должности, чтобы команду возглавил тренер молодёжной сборной Украины Александр Ищенко. Хотя до завершения контракта оставалось полтора года, тренер пожал руку президенту клуба, губернатору и оставил свой пост.

### Футбольная деятельность
После завершения карьеры Паша Касанов поселился в Виннице, построил бизнес и открыл свою частную футбольную школу «Свитанок». Одними из самых известных воспитанников этой школы являются Валерий Федорчук и Артём Кичак.
Когда в 2006 году «Нива» прекратила своё существование, Касанов занялся возрождением главной команды Винничины. Касанов с единомышленниками собрал в ресторане 50 самых крупных бизнесменов Винницы, городские и областные власти и предложил поднять винницкий футбол. Все согласились, обещали помочь, поддержать. Клуб был создан на базе «Свитанка». Сначала назывался «Нива-Свитанок», затем было возвращено историческое название. Касанов занимал должность директора клуба. Через некоторое время от полусотни бизнесменов осталось пятнадцать, затем — пять, которые реально помогали клубу. Также помогали и власти. В 2012 году из-за финансовых проблем «Нива» вновь была расформирована.
В настоящее время работает директором ДЮСШ «Нива-Свитанок».

## Семья
Первая жена умерла после 17 лет брака. Сын стал работать тренером, дочь — бухгалтером. Во втором браке есть сын.

## Достижения
«Нива»
- Победитель чемпионата УССР (2-я лига): 1984.
- Серебряный призёр первенства УССР (2-я лига) (2): 1981 и 1985.
- Бронзовый призёр первенства УССР (2-я лига): 1983.

«Полесье»
- Обладатель Кубка УССР: 1990.

Индивидуальные
- В списке 22-х лучших футболистов УССР (2): 1983 (левый полузащитник № 1), 1985 (левый полузащитник № 2).